# Football Club de Lyon (féminines)
Le Football Club de Lyon, abrégée en FC Lyon, est l'équipe féminine de football du club français du même nom, créée en 1970 et située à Lyon.
L'équipe disparait momentanément en 2004 lorsque le FC Lyon transfère ses droits sportifs à l'Olympique lyonnais, qui crée sa section féminine. Le FC Lyon recrée ensuite une équipe féminine en 2009.
Le FC Lyon s'est particulièrement illustré dans les années 1990, en remportant quatre titres de Championnat de France en 1991, 1993, 1995 et 1998.

## Histoire
La section féminine du FC Lyon est fondée en 1970, à une époque où il n'y a pas de championnat de France féminin. L'équipe y participe à partir de 1977, trois ans après qu'il a été relancé par la FFF. Dès sa deuxième saison dans l'élite, Lyon atteint les demi-finales du tournoi final, et est éliminé par le Stade de Reims. Le FC Lyon se qualifie pour la première fois en finale en 1985, où il est défait par le VGA Saint-Maur.
En 1988, Paul Piemontese arrive à la tête du club. L'équipe retrouve le VGA Saint-Maur en finale en 1991 et  prend sa revanche, décrochant son premier titre de champion de France. Des joueuses de gros calibre arrivent au FC Lyon, comme Cécile Locatelli en 1992, ou encore la première joueuse étrangère du championnat, la Russe Irina Grigorieva, en 1993. Cette année-là, le FC Lyon remporte son deuxième titre national, pour la première saison de championnat sous sa forme actuelle (poule unique de 12 équipes, pas de tournoi final). Le FC Lyon remporte à nouveau le championnat en 1995 et en 1998.
En 2002, le challenge de France est créé, et le FC Lyon échoue en finale face au Toulouse FC, avant de remporter les deux éditions suivantes face à Montpellier en 2003 puis face à l'US Compiègne en 2004.
En proie à des difficultés financières, le club cède ses droits à l'Olympique lyonnais de Jean-Michel Aulas en 2004, dont il devient la section féminine. Une section féminine est recréée au club en 2009, évolue en R2 et compte environ 150 licenciées.

## Palmarès
| Compétitions nationales                                                                                      |
| --- |

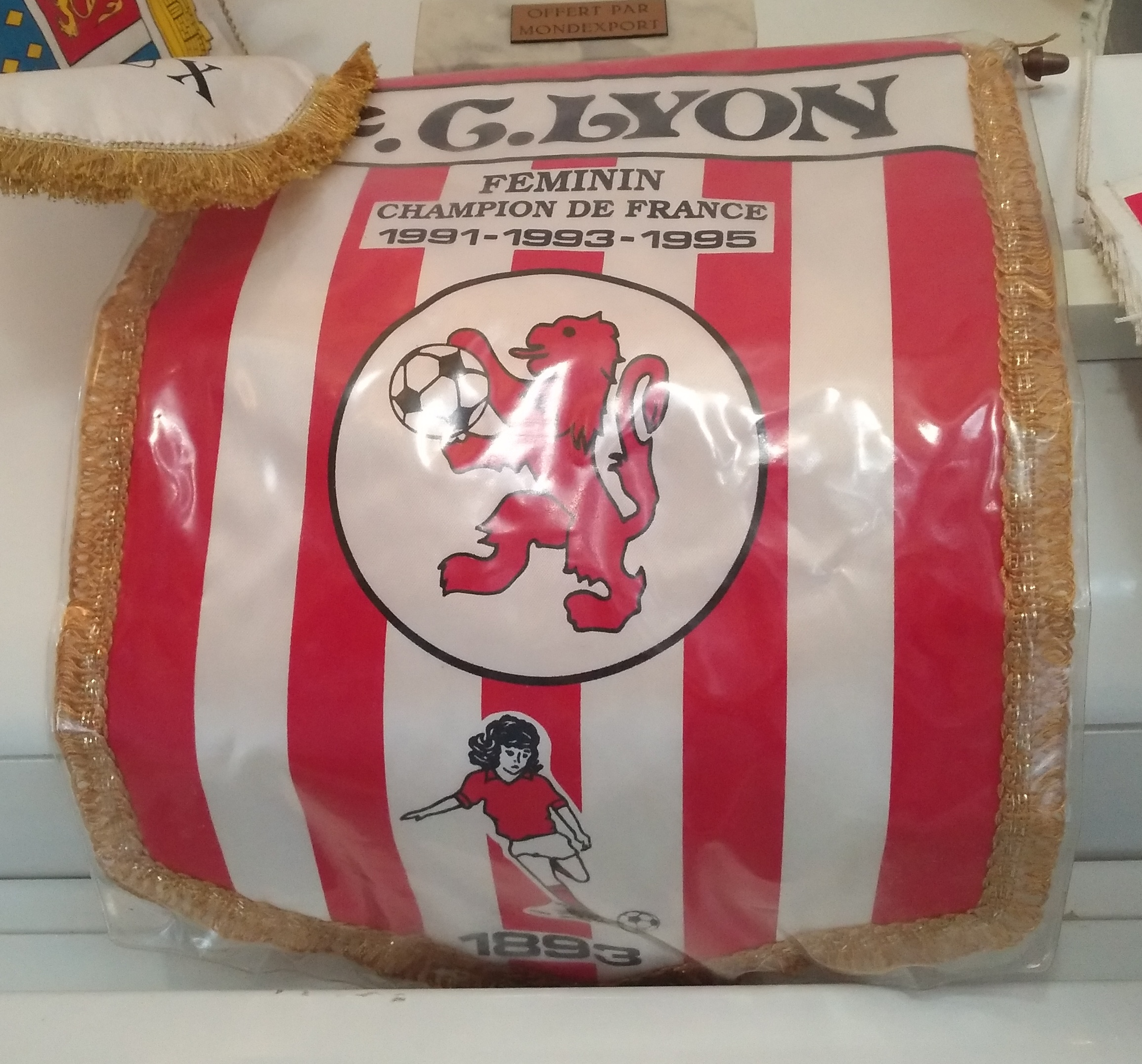
Fanion du club avec les titres de champion de France 1991, 1993 et 1995.

| - Championnat de France (4) - Champion : 1991, 1993, 1995 et 1998 - Vice-champion : 1985, 1994, 2003 et 2004 |
| - Challenge de France (2) - Vainqueur : 2003 et 2004 - Finaliste : 2002                                      |

## Bilan saison par saison
Le tableau suivant retrace le parcours du club de 1970 à 2004.
| Compétition | Championnat de France (Groupes)      | Championnat de France (Groupes)      | Championnat de France (Groupes)      | Championnat de France (Groupes)      | Championnat de France (Groupes)      | Championnat de France (Groupes)      | Championnat de France (Groupes)      | Tournoi final | Tournoi final | Tournoi final | Tournoi final | Tournoi final | Tournoi final | Tournoi final    | Challenge de France féminin | Challenge de France féminin | Challenge de France féminin | Challenge de France féminin | Challenge de France féminin | Challenge de France féminin | Challenge de France féminin |
| Saison      | J                                    | G                                    | N                                    | P                                    | BP                                   | BC                                   | Classement                           | J             | G             | N             | P             | BP            | BC            | Résultat         | J                           | G                           | N                           | P                           | BP                          | BC                          | Résultat                    |
| ----------- | ------------------------------------ | ------------------------------------ | ------------------------------------ | ------------------------------------ | ------------------------------------ | ------------------------------------ | ------------------------------------ | ------------- | ------------- | ------------- | ------------- | ------------- | ------------- | ---------------- | --------------------------- | --------------------------- | --------------------------- | --------------------------- | --------------------------- | --------------------------- | --------------------------- |
| 1970-1978   | -                                    | -                                    | -                                    | -                                    | -                                    | -                                    | -                                    | -             | -             | -             | -             | -             | -             | -                | -                           | -                           | -                           | -                           | -                           | -                           | -                           |
| 1978-1979   | -                                    | -                                    | -                                    | -                                    | -                                    | -                                    | -                                    | 4             | 1             | 1             | 2             | 4             | 7             | Demi-finaliste   | -                           | -                           | -                           | -                           | -                           | -                           | -                           |
| 1979-1980   | -                                    | -                                    | -                                    | -                                    | -                                    | -                                    | -                                    | -             | -             | -             | -             | -             | -             | Premier tour     | -                           | -                           | -                           | -                           | -                           | -                           | -                           |
| 1980-1981   | -                                    | -                                    | -                                    | -                                    | -                                    | -                                    | -                                    | 2             | 1             | 0             | 1             | 2             | 1             | Demi-finaliste   | -                           | -                           | -                           | -                           | -                           | -                           | -                           |
| 1981-1982   | -                                    | -                                    | -                                    | -                                    | -                                    | -                                    | -                                    | -             | -             | -             | -             | -             | -             | Premier tour     | -                           | -                           | -                           | -                           | -                           | -                           | -                           |
| 1982-1983   | -                                    | -                                    | -                                    | -                                    | -                                    | -                                    | 3e (Gr.C)                            | -             | -             | -             | -             | -             | -             | -                | -                           | -                           | -                           | -                           | -                           | -                           | -                           |
| 1983-1984   | -                                    | -                                    | -                                    | -                                    | -                                    | -                                    | 6e (Gr.C)                            | -             | -             | -             | -             | -             | -             | -                | -                           | -                           | -                           | -                           | -                           | -                           | -                           |
| 1984-1985   | -                                    | -                                    | -                                    | -                                    | -                                    | -                                    | 1er (Gr.B)                           | 3             | 1             | 0             | 2             | 4             | 6             | Finaliste        | -                           | -                           | -                           | -                           | -                           | -                           | -                           |
| 1985-1986   | -                                    | -                                    | -                                    | -                                    | -                                    | -                                    | 5e (Gr.B)                            | -             | -             | -             | -             | -             | -             | -                | -                           | -                           | -                           | -                           | -                           | -                           | -                           |
| 1986-1987   | 14                                   | 10                                   | 3                                    | 1                                    | 33                                   | 13                                   | 1er (Gr.B)                           | 2             | 0             | 1             | 1             | 2             | 3             | Demi-finaliste   | -                           | -                           | -                           | -                           | -                           | -                           | -                           |
| 1987-1988   | 17                                   | 13                                   | 3                                    | 1                                    | 56                                   | 9                                    | 1er (Gr.B)                           | 2             | 0             | 1             | 1             | 2             | 3             | 1/4 de finaliste | -                           | -                           | -                           | -                           | -                           | -                           | -                           |
| 1988-1989   | 18                                   | 15                                   | 1                                    | 2                                    | 52                                   | 12                                   | 2e (Gr.B)                            | 2             | 0             | 1             | 1             | 4             | 8             | 1/4 de finaliste | -                           | -                           | -                           | -                           | -                           | -                           | -                           |
| 1989-1990   | 16                                   | 15                                   | 0                                    | 1                                    | 72                                   | 17                                   | 1er (Gr.A)                           | 4             | 1             | 2             | 1             | 6             | 7             | Demi-finaliste   | -                           | -                           | -                           | -                           | -                           | -                           | -                           |
| 1990-1991   | 18                                   | 14                                   | 2                                    | 2                                    | 65                                   | 10                                   | 2e(Gr.A)                             | 5             | 3             | 1             | 1             | 10            | 1             | Champion         | -                           | -                           | -                           | -                           | -                           | -                           | -                           |
| 1991-1992   | 18                                   | 15                                   | 0                                    | 3                                    | 48                                   | 7                                    | 1er(Gr.A)                            | 4             | 2             | 1             | 1             | 4             | 4             | Demi-finaliste   | -                           | -                           | -                           | -                           | -                           | -                           | -                           |
|             | Championnat de France (Poule unique) | Championnat de France (Poule unique) | Championnat de France (Poule unique) | Championnat de France (Poule unique) | Championnat de France (Poule unique) | Championnat de France (Poule unique) | Championnat de France (Poule unique) | -             | -             | -             | -             | -             | -             | -                | -                           | -                           | -                           | -                           | -                           | -                           | -                           |
| 1992-1993   | 22                                   | 15                                   | 6                                    | 1                                    | 53                                   | 14                                   | 1er                                  | -             | -             | -             | -             | -             | -             | -                | -                           | -                           | -                           | -                           | -                           | -                           | -                           |
| 1993-1994   | 22                                   | 12                                   | 4                                    | 6                                    | 43                                   | 25                                   | 2e                                   | -             | -             | -             | -             | -             | -             | -                | -                           | -                           | -                           | -                           | -                           | -                           | -                           |
| 1994-1995   | 22                                   | 15                                   | 4                                    | 3                                    | 60                                   | 15                                   | 1er                                  | -             | -             | -             | -             | -             | -             | -                | -                           | -                           | -                           | -                           | -                           | -                           | -                           |
| 1995-1996   | 22                                   | 10                                   | 6                                    | 6                                    | 43                                   | 19                                   | 5e                                   | -             | -             | -             | -             | -             | -             | -                | -                           | -                           | -                           | -                           | -                           | -                           | -                           |
| 1996-1997   | 22                                   | 12                                   | 2                                    | 8                                    | 42                                   | 29                                   | 4e                                   | -             | -             | -             | -             | -             | -             | -                | -                           | -                           | -                           | -                           | -                           | -                           | -                           |
| 1997-1998   | 22                                   | 17                                   | 5                                    | 0                                    | 72                                   | 19                                   | 1er                                  | -             | -             | -             | -             | -             | -             | -                | -                           | -                           | -                           | -                           | -                           | -                           | -                           |
| 1998-1999   | 22                                   | 10                                   | 4                                    | 8                                    | 31                                   | 35                                   | 5e                                   | -             | -             | -             | -             | -             | -             | -                | -                           | -                           | -                           | -                           | -                           | -                           | -                           |
|             | -                                    | -                                    | -                                    | -                                    | -                                    | -                                    | -                                    | Tournoi final | Tournoi final | Tournoi final | Tournoi final | Tournoi final | Tournoi final | Tournoi final    | -                           | -                           | -                           | -                           | -                           | -                           | -                           |
| 1999-2000   | 22                                   | 15                                   | 2                                    | 5                                    | 44                                   | 26                                   | 3e                                   | 3             | 0             | 0             | 3             | 3             | 15            | 4e               | -                           | -                           | -                           | -                           | -                           | -                           | -                           |
| 2000-2001   | 22                                   | 13                                   | 2                                    | 7                                    | 57                                   | 35                                   | 4e                                   | 3             | 0             | 2             | 1             | 2             | 5             | 4e               | -                           | -                           | -                           | -                           | -                           | -                           | -                           |
| 2001-2002   | 22                                   | 14                                   | 2                                    | 6                                    | 53                                   | 26                                   | 3e                                   | 3             | 1             | 0             | 2             | 3             | 6             | 3e               | 5                           | 4                           | 0                           | 1                           | 19                          | 4                           | Finaliste                   |
| 2002-2003   | 22                                   | 15                                   | 4                                    | 3                                    | 60                                   | 19                                   | 4e                                   | 3             | 2             | 0             | 1             | 3             | 2             | 2e               | 5                           | 4                           | 1                           | 0                           | 9                           | 5                           | Vainqueur                   |
| 2003-2004   | 22                                   | 14                                   | 4                                    | 4                                    | 52                                   | 25                                   | 3e                                   | 3             | 2             | 0             | 1             | 4             | 5             | 2e               | 5                           | 5                           | 0                           | 0                           | 15                          | 3                           | Vainqueur                   |
| Total       | 365                                  | 244                                  | 54                                   | 67                                   | 936                                  | 355                                  |                                      | 15            | 13            | 1             | 1             | 43            | 12            |                  | 43                          | 16                          | 10                          | 19                          | 44                          | 73                          |                             |

## Historique du logo

Ancien logo
Logo actuel